# 慈濟大學建國校區

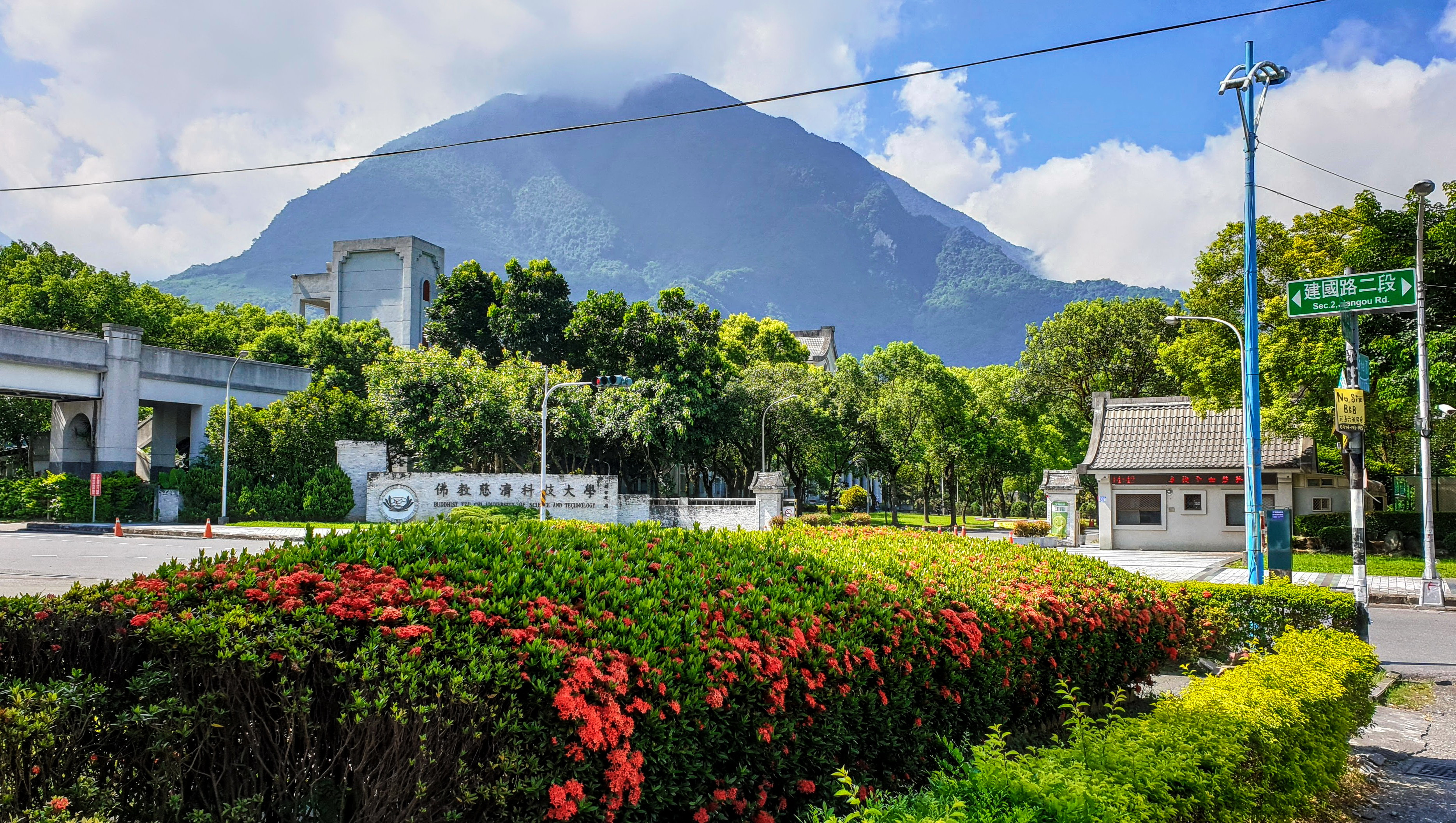
慈濟大學建國校區校門

慈濟大學建國校區（英語： Tzu Chi University, Jianguo Campus），與慈濟大學合校前爲慈濟科技大學（Tzu Chi University of Science and Technology），其前身為慈濟技術學院、慈濟護理專科學校，是一所位於臺灣花蓮的私立科技大學，由佛教慈濟基金會捐助創辦，是宜花東地區第一座科技大學，也是東臺灣首座護理領域高等學府。
慈濟護理專科學校最初設立的目標是提升東部醫護人力，並透過專業技能與人文素養的培養，持續推動生活教育、生命教育和品德教育，廣為社會所肯定。校訓為慈悲喜捨，是以佛教慈濟精神為核心，強調尊重生命與人本理念。
總結而言，慈濟大學建國校區即為原慈濟科技大學，承襲了其醫療及護理領域的高等及技職教育傳統，並於2024年8月合併入慈濟大學，成為現今慈濟大學的重要校區之一。

## 沿革

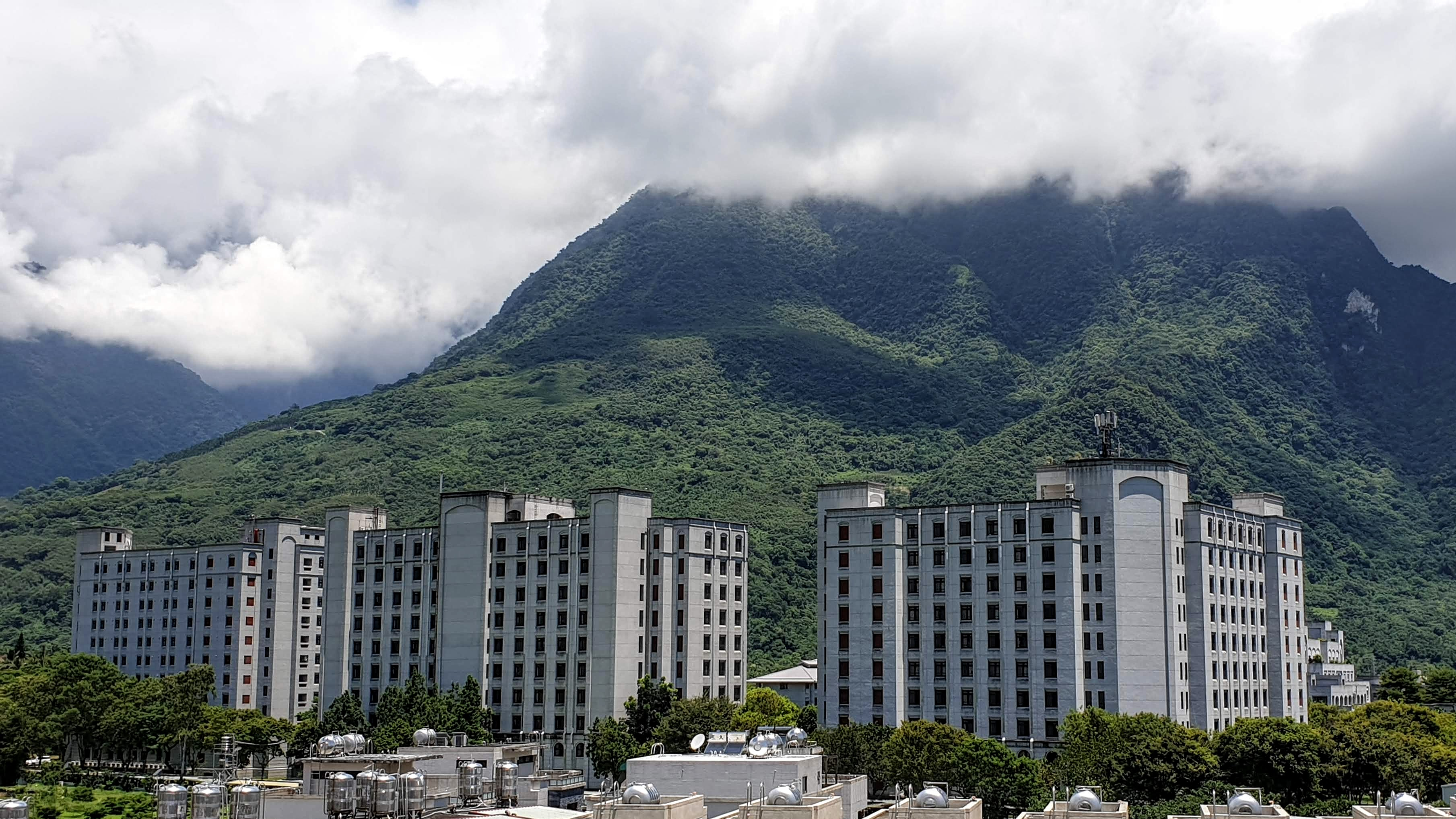
慈濟科技大學宿舍的南面外觀，左起致美樓、致善樓、致真樓。

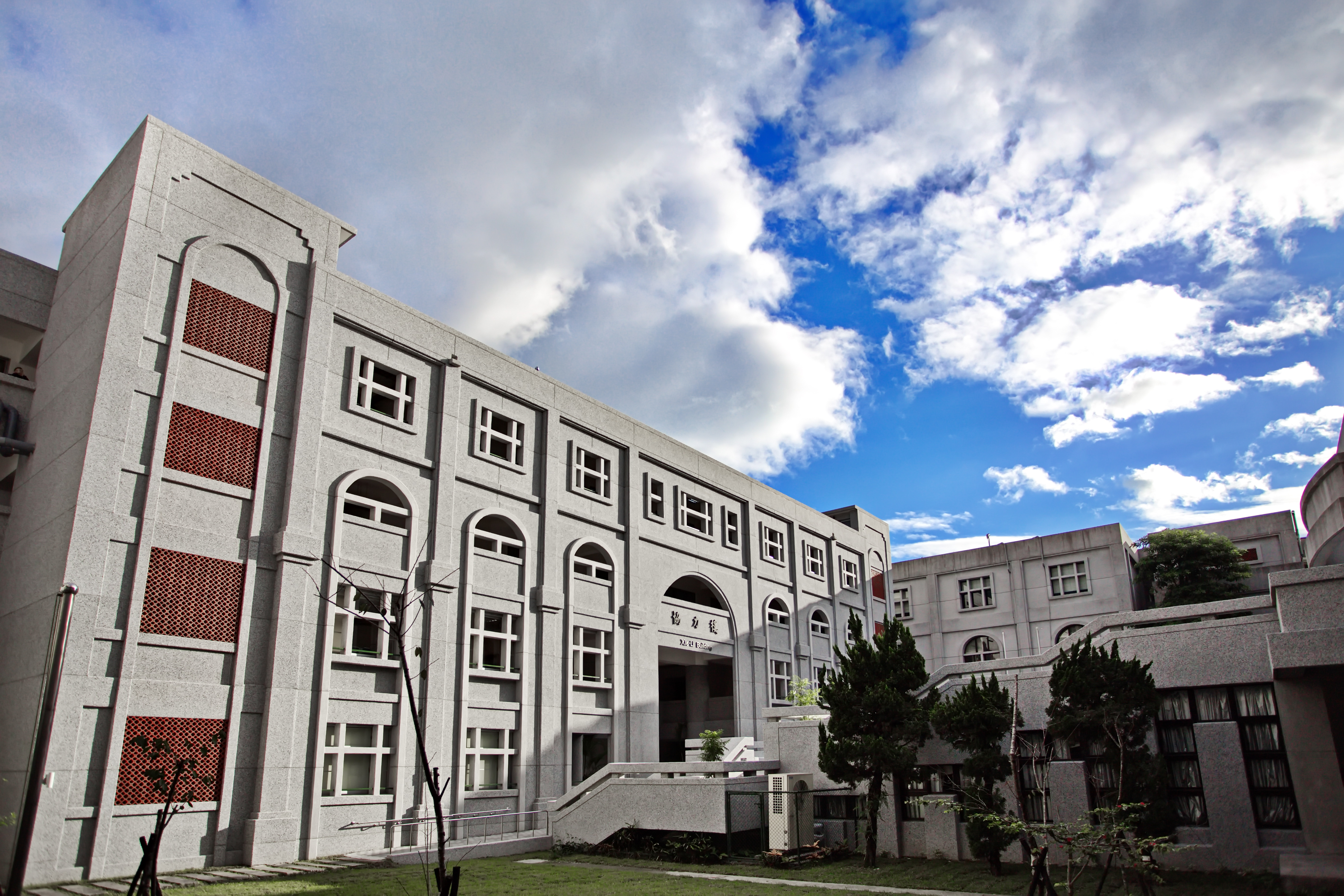
協力樓（護理大樓）

- 1989年，慈濟護理專科學校創校，設有二年制護理科。
- 1990年，增設五年制護理助產科。
- 1991年，護理助產科改名護理科。
- 1992年，增設夜間部二年制護理科。
- 1995年，增設二年制復健科、幼兒保育科、醫務管理科。
- 1996年，增設增設二年制日間部放射技術科。增設護理科原住民專班。
- 1997年，改制為慈濟技術學院，增設日間部二年制物理治療系、放射技術系、醫務管理系、幼兒保育系。停招日間專科部二年制放射技術科、物理治療科（原復健科）及二年制夜間部護理科普通班。
- 2000年，增設日間部四年制物理治療系、放射技術系、醫務管理系、幼兒保育系、會計系。停招日間部二年制醫務管理科停招。
- 2001年，增設日間部二年制護理系。停招日間部另二年制護理科、幼兒保育科、夜間部二年制護理科及日間部二年制物理治療系、放射技術系。
- 2002年，停招日間部二年制醫務管理系。另五專護理科減招一班。停招夜間部二年制幼兒保育科在職專班。
- 2003年，停招日間部二年制幼兒保育系。
- 2004年，增設進修部二年制幼兒保育系在職專班。停招日間部四年制幼兒保育系。
- 2005年，停招進修部二年制幼兒保育系在職專班。日間部四年制放射技術系增招一班。
- 2006年，增設四年制資訊工程系。日間部二年制護理系增招一班。
- 2007年，幼兒保育系全系停招。
- 2008年，增設放射醫學科學研究所。日間部四年制放射技術系減招一班。日間部四年制醫務管理系增招一班。五年制護理科原住民專班改為獎助班。
- 2009年，停招日間部四年制物理治療系。日間部四年制資訊工程系增招一班。進修部二年制護理系在職專班停招，改以進修學院二技護理系招生。
- 2011年，放射技術系改名醫學影像暨放射科學系。
- 2012年，更名慈濟學校財團法人慈濟技術學院。
- 2013年，會計資訊系改名行銷與流通管理系。資訊工程系改名資訊科技與管理系，並增設資訊科技組與資訊管理組之分組。
- 2015年，慈濟學校財團法人慈濟技術學院改名(升格)為慈濟學校財團法人慈濟科技大學。
- 2016年，分立護理學院及健康科技管理學院。同年8月，醫學影像暨放射科學系、放射醫學研究所，自健康科技管理學院改隸護理學院。
- 2017年，增設長期照護研究所。醫務管理系改名醫務暨健康管理系。
- 2021年，增設護理系碩士班。
- 2022年，增設資訊科技與管理系碩士班。

### 慈濟科技大學歷任校長
| 姓名   | 任期                         |
| ------ | ---------------------------- |
| 楊思標 | 1989年9月17日－1990年6月30日 |
| 張芙美 | 1990年7月1日－2002年7月31日  |
| 洪當明 | 2002年8月1日－2011年7月31日  |
| 羅文瑞 | 2011年8月1日－               |

## 校區教學單位

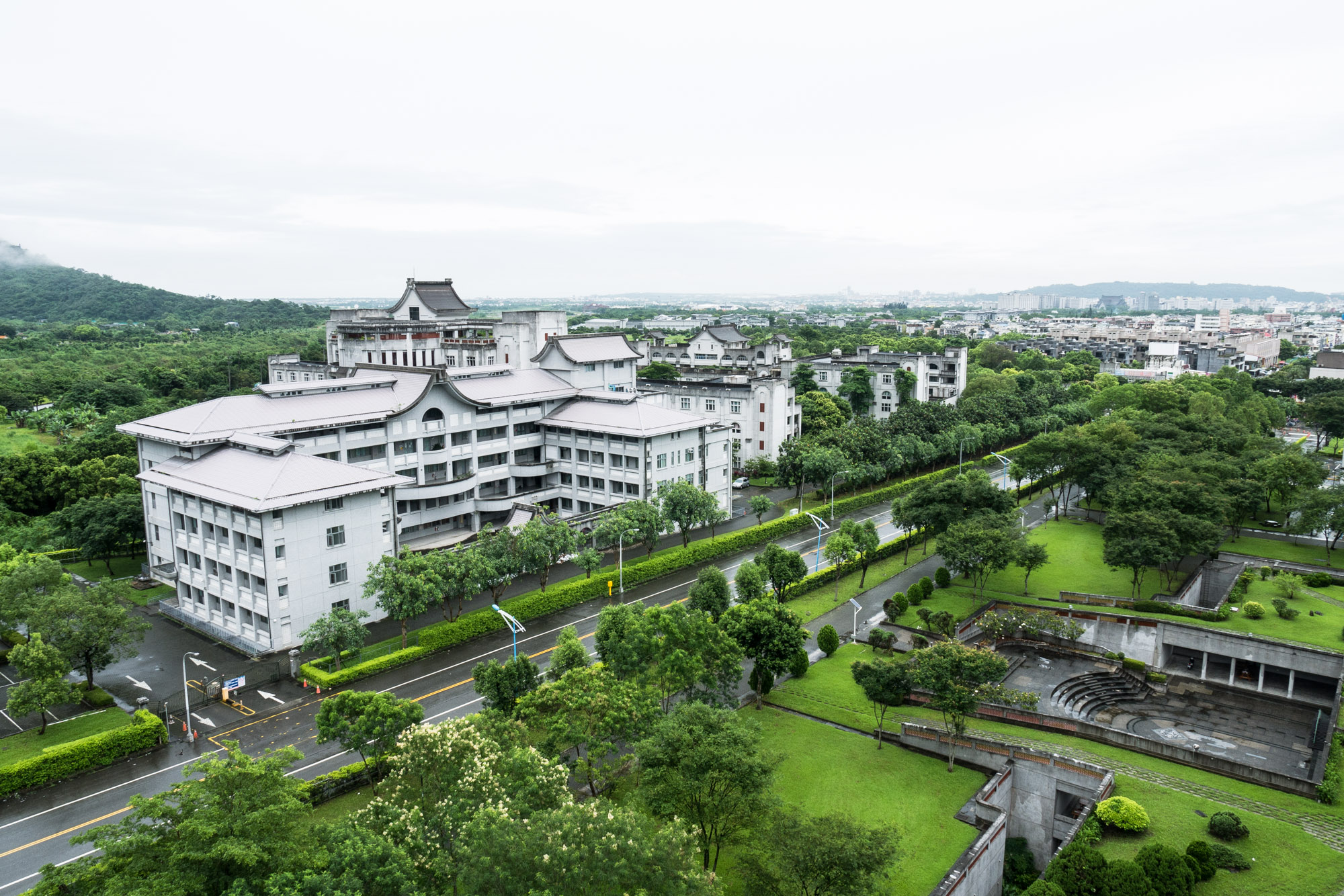
智耕樓（教師辦公大樓）

| 護理學院 | 護理系                      | 醫學影像暨放射科學系 | 長期照護科     |
| 護理學院 | 護理研究所                  | 放射醫學研究所       | 長期照護研究所 |
| 護理學院 | 學士後護理系(113學年度成立) |                      |                |

| 健康科技管理學院 | 醫務暨健康管理系 | 資訊科技與管理系     |
| 健康科技管理學院 | 行銷與流通管理系 | 資訊科技與管理研究所 |

| 全人教育中心 | 人文社會學科 | 語言中心 |
| 全人教育中心 | 體育學科     | 自然學科 |